# آبشار (فیلم ۲۰۱۴)
آبشار (انگلیسی: Fall) فیلمی کانادایی در سبک درام به نویسندگی و کارگردانی ترنس اودت است که در سال ۲۰۱۴ منتشر شد. داستان فیلم در مورد پدر سم، یک کشیش کاتولیک رومی با بازی مایکل مورفی است که نامه‌ای دریافت می‌کند که از او درباره یک مورد سوءاستفاده جنسی سؤال می‌کند که چهل سال پیش مرتکب آن شده است.